# František Šíma
František Šíma (1. října 1899 Plandry – 13. srpna 1972 Dačice) byl český básník, novinář, mlynář.

## Život
Narodil se v Brandlově mlýně u Jihlavy (Plandry čp. 25). Pocházel z mlynářského rodu, sám se vyučil mlynářem. Pracoval nejdřív v Polné, pak do 50. let 20. století v Krouně na Chrudimsku (s krátkou přestávkou v Jihlavě). Zde žil s manželkou a dcerou.
V Krouně byl posledním mlynářem na Bassově mlýně (čp. 142), posledním krounském mlýně „po vodě“. Šíma zde mlel obilí do roku 1942, kdy mletí nahradila dřevovýroba. Využíval vodní kolo k pohonu truhlářských strojů v dílně upravené z mlýnice. K nejznámějším výrobkům patřily selské šrotovníky.
Již od mládí vydával beletrii, psal eseje, regionální články, sbíral pověsti z Polenska, publikoval v almanaších jihočeských autorů, přispíval do krajanských tiskovin v USA. V době krounského působení spolupracoval se Svrateckou jizbou.
Jeho levicové přesvědčení ho přivedlo v r. 1946 do redakce krajského týdeníku Kladivo a srp; po sloučení s třebíčskou Jiskrou (1946) se stává redaktorem Jiskry, jediného periodika tehdejšího Jihlavského kraje. Roku 1946 se stává členem Spolku českých spisovatelů beletristů Máj. Po roce 1948 se stává mechanizátorem obilních skladů. Po odchodu z Krouny koncem 50. let 20. století působil v Lipnici nad Sázavou jako správce zámku. Zde byl také iniciátorem vzniku Haškova památníku; v r. 1959 bydlel v části Haškova domku. V r. 1960 odchází do Dačic, kde se jeho manželka stala správkyní státního zámku (v květnu 1972 odešla do důchodu). František Šíma zde pracoval na částečný úvazek jako údržbář, působil také jako průvodce. Manželé Šímovi byli jazykově nadaní, průvodcovský výklad poskytovali také německy, italsky a francouzsky. Oblíbil si jihomoravské Dolní Kounice, kde si na Kamenném vrchu zakoupil pozemek, kde stavěl chatku. Po nehodě na motocyklu ztratil hybnost levé ruky. V r. 1970 těžce onemocněl; po operaci krku ztratil hlas, mohl požívat jen tekutou stravu. K 31. lednu 1971 odešel do důchodu. Zemřel 13. srpna 1972 v Dačicích. Pohřben byl 16. srpna 1972 do hrobu ke své matce v Polné na hřbitově sv. Barbory; pohřbíval tehdejší kněz v Polné P. Jan Beran.
V Městském muzeu a galerii v Dačicích je v šesti kartonech archivován fond „František Šíma“, který obsahuje 200 básní uspořádaných do 24 sbírek a přes tisíc nezařazených básní.

## Dílo
V roce 1937 vyšla u nakladatele Antonína Dědourka v Třebechovicích pod Orebem jeho Českomoravské motivy s podtitulem Sbírka básní z Českomoravské vysočiny. Dvaačtyřicetistránkové dílo je uvedeno básní Křižovatky, která je věnována jeho zemřelé matce. Sbírka vznikla výběrem nakladatele ze tří knih veršů: Na dvou stranách, Via Dolorosa, Tiché zpěvy.
Druhým tiskem byla báseň z r. 1945 Večer nad Rýnem (legenda o Husově smrti), jejíž výtěžek byl věnován na záměr znovuvybudování Staroměstské radnice v Praze.
Třetím titulem byla jedenáctistránková Legenda o člověku (zveršování kurdské lidové legendy). Soukromý náklad ve 180 číslovaných kusech vytiskla skutečská knihtiskárna Jaroslava Severina. Zhudebnění nabídl skladateli Bohuslavu Martinů, to však bylo přerušeno smrtí B. Martinů v r. 1959.
Ve Svratecké jizbě mu v r. 1945 vyšly Písně k horám. Obálku, frontispice a úpravu provedl Jan Černý, sochař, řezbář a sklářský výtvarník původem z Rychnova u Krouny. Řada básní je zde věnována významným výtvarníkům Vysočiny (Františku Sádovskému, Františku Kavánovi, Karlu Balíčkovi, Rudolfu Hanychovi, Janu Černému) a dále mj. i jeho matce (U hrobu nad Jihlavou). Polná (místo života a posledního odpočinku jeho matky) je připomínáno i v básni Město mé matky. Výtisk sbírky byl i součástí osobní knihovny Petra Bezruče.
V závěru života napsal 27 básní Od Arnoleckých hor na západ, které byly věnovány Polné a Polensku.
- „Od doby, kdy byla literatura zpolitizováva, netisknu. Moje tvorba je zaměřena k hodnotám nadčasovým a výhradně uměleckým, proto v předešlých několika letech nebyla ani vyhledávána. Teprve nyní nastává pozvolný návrat ke skutečnému umění a tak věřím, že později budou moje práce opět požadovány.“ František Šíma[12]
- „Jeho poezie nabývá duchovního ponoru a je nabita metafyzickým napětím, zamýšlí se nad základními otázkami lidské existence a navazuje vztah mezi člověkem a absolutnem. Básník nejednou prokazuje svou niternou spřízněnost s duchovním světem a myšlenkovými proudy Orientu.“ Jiří Vacek[13]
- „František Šíma je člověk prostý, sociálně cítící a ze všeho nejvíc milující rodný kraj, z něhož vzešel, v němž poznal pestrou a mnohotvárnou bídu lidí i kraje a kterému zůstal věren. František Šíma je básníkem Českomoravské vysočiny.“ František Sadovský[14]